# Mistrovství světa v boxu 1974
I. mistrovství světa v boxu proběhlo v Havaně, Kuba ve dnech 17. až 30. srpna 1974. Organizátorem turnaje mistrovství světa byla Association Internationale de Boxe Amateur (AIBA).

## Československá stopa
Závěrečná šestidenní příprava na mistrovství světa proběhla v Teplýšovicích na Benešovsku. Trenérská rada navrhla do nominace 6 boxerů – Václav Hocke, Tomáš Kemel, Petr Sommer, Karel Kašpar, Jozef Tessényi a Pavol Kovács. Předsednictvo svazu boxerů ÚV ČSTV však schválilo pouze dva reprezentanty, se kterými cestoval reprezentační trenér Tibor Löw. Na ÚV ČSTV neměli českoslovenští boxeři v první polovině sedmsedátých let dvacátého století kvůli slabým mezinárodním výsledkům zastání.
Šéftrenér reprezentace: Zdeněk Horák (necestoval), trenér reprezentace Tibor Löw
Na mistrovství světa startovali za Československo 2 boxeři:
- −54 kg: Václav Hocke (* 1952) z TJ Lokomotiva Děčín
- −71 kg: Tomáš Kemel (* 1948) z ASD Dukla Olomouc

## Výsledky
| Muži     | Zlato                   | Stříbro               | Bronz                   | Bronz                     |
| -------- | ----------------------- | --------------------- | ----------------------- | ------------------------- |
| –48 kg   | Jorge Hernández (CUB)   | Stephen Muchoki (KEN) | Jevgenij Judin (URS)    | Enrique Rodríguez (ESP)   |
| –51 kg   | Douglas Rodríguez (CUB) | Alfredo Pérez (VEN)   | Vladyslav Zasypko (URS) | Constantin Gruiescu (ROU) |
| –54 kg   | Wilfredo Gómez (PUR)    | Jorge Romero (CUB)    | Aldo Cosentino (FRA)    | Davit Torosjan (URS)      |
| –57 kg   | Howard Davis (USA)      | Boris Kuzněcov (URS)  | Mariano Álvarez (CUB)   | Rigoberto Garibaldi (PAN) |
| –60 kg   | Vasilij Solomin (URS)   | Simion Cuţov (ROU)    | José Luis Vellon (PUR)  | Luis Echaide (CUB)        |
| –63,5 kg | Ayub Kalule (UGA)       | Vladimir Kolev (BUL)  | Amon Kotey (GHA)        | Ulrich Beyer (GDR)        |
| –67 kg   | Emilio Correa (CUB)     | Clinton Jackson (USA) | Plamen Jankov (BUL)     | Zbigniew Kicka (POL)      |
| –71 kg   | Rolando Garbey (CUB)    | Alfredo Lemus (VEN)   | Joseph Nsubuga (UGA)    | Anatolij Klimanov (URS)   |
| –75 kg   | Rufat Riskijev (URS)    | Alec Năstac (ROU)     | Dragomir Vujković (YUG) | Bernd Wittenburg (GDR)    |
| –81 kg   | Mate Parlov (YUG)       | Oleg Korotajev (URS)  | Ottomar Sachse (GDR)    | Leon Spinks (USA)         |
| +81 kg   | Teófilo Stevenson (CUB) | Marvin Stinson (USA)  | Rajko Miljić (YUG)      | Fatai Ayinla (NGR)        |

## Medailová bilance
V boxu se rozdělilo celkem 11 sad medailí.
| Pořadí | Stát                                   |       | Muži    | Muži  | Muži | Celkem |
| Pořadí | Stát                                   | Zlato | Stříbro | Bronz |      | Celkem |
| ------ | -------------------------------------- | ----- | ------- | ----- | ---- | ------ |
| 1.     | Kuba (CUB)                             |       | 5       | 1     | 2    | 8      |
| 2.     | Sovětský svaz (URS)                    |       | 2       | 2     | 4    | 8      |
| 3.     | USA (USA)                              |       | 1       | 2     | 1    | 4      |
| 4.     | Jugoslávie (YUG)                       |       | 1       | 0     | 2    | 3      |
| 5.     | Portoriko (PUR)                        |       | 1       | 0     | 1    | 2      |
| 5.     | Uganda (UGA)                           |       | 1       | 0     | 1    | 2      |
| 7.     | Rumunská socialistická republika (ROU) |       | 0       | 2     | 1    | 3      |
| 8.     | Venezuela (VEN)                        |       | 0       | 2     | 0    | 2      |
| 9.     | Bulharská lidová republika (BUL)       |       | 0       | 1     | 1    | 2      |
| 10.    | Keňa (KEN)                             |       | 0       | 1     | 0    | 1      |
| 11.    | Východní Německo (GDR)                 |       | 0       | 0     | 3    | 3      |
| 12.    | Francie (FRA)                          |       | 0       | 0     | 1    | 1      |
| 12.    | Ghana (GHA)                            |       | 0       | 0     | 1    | 1      |
| 12.    | Nigérie (NGR)                          |       | 0       | 0     | 1    | 1      |
| 12.    | Panama (PAN)                           |       | 0       | 0     | 1    | 1      |
| 12.    | Polsko (POL)                           |       | 0       | 0     | 1    | 1      |
| 12.    | Španělsko (ESP)                        |       | 0       | 0     | 1    | 1      |
| Celkem | Celkem                                 |       | 11      | 11    | 22   | 44     |